# Douglas Nott
Douglas Duane Nott (Yakima (Washington), 27 februari 1944) is een Amerikaans componist, muziekpedagoog en hoboïst.

## Levensloop
Nott studeerde muziektheorie en compositie aan de Central Washington Universiteit in Ellensburg. Aldaar behaalde hij zijn Bachelor of Music alsook zijn Master of Music. Zijn studies voltooide hij aan de Universiteit van Arizona in Tucson en promoveerde tot Doctor of Musical Arts. Tot zijn compositiedocenten behoorden Robert Paneiro Sr., Robert Muczynski en Paul Creston. 
Hij werd docent voor muziektheorie, compositie en jazz-geschiedenis aan het Yakima Valley College en bleef 32 jaar in deze functie. 
Als componist heeft hij meer dan 140 werken op zijn naam staan. Hij schrijft werken voor orkest, harmonieorkest, koor, soloinstrumenten en kamermuziek. 

## Composities

### Werken voor orkest
- 1980 Neapolitan Fanfare, voor twee koperkwartetten en orkest
- 1987 Symfonie nr. 2 - Places two "The Kalama", voor orkest
- 1987 Two Deer, voor gemengd koor, althobo (solo) en orkest - tekst: James Wright
- 1988 Contrasts, voor sopraan, tenor, pantomime, gemengd koor en orkest - tekst: Tom Pier
- 1999 In Memorium, H.P. - (In memoriam Harold Peace Godfrey), voor hobo en strijkorkest
- Adagio and Fugue, voor orkest
- Blue, voor strijkorkest
- Symfonie nr. 1 - "Places", voor orkest
- Theater on Third Street, voor gemengd koor, pitchman, show girl en orkest

### Werken voor harmonieorkest
- 1970 Anagrams, suite
- 1970 Rhapsodic Song, voor altsaxofoon en harmonieorkest
- 1975 Cascade
- 1984-1987 Symfonie nr. 2 "The Kalama", voor harmonieorkest
- 2000 Warrior's Dance
- 2001 Medicine Wheel
- 2001 She Who Watches (Tsagaglalal)
- 2006 Dorian Fugue
- Green Variations
- Magma
- Prelude to Contrasts
- The Kalama - A Symphonic Suite, voor harmonieorkest
- Themes of the Northwest
- Volcano

### Kamermuziek
- Prisim, voor altsaxofoon en piano
- Strijkkwartet nr. 1

### Werken voor slagwerk
- Timpalot, voor tempelbloks, xylofoon, kleine trom en pauken